# Englandsvej
Englandsvej er en vej, der løber fra Sundby over Tårnby til Dragør.
Vejen hed indtil 1901 Kirkevej, men med harmoniseringen af de københavnske vej- og gadenavne, valgte Sundbyvester sogneråd at omdøbe vejen. Navnet Englandsvej var en forlængelse af det overordnede tema for vej- og gadenavne på Amager, nemlig lande, delstater og udenlandske byer.[kilde mangler]
Ved Englandsvej i Tårnby er der en stor rundkørsel med et vandtårn i midten, hvorfra den 3 km lange Lufthavnsmotorvej gik til lufthavnen indtil Øresundsmotorvejen blev åbnet i 1997.
I dag er motorvejen blevet lavet om til en park.
Englandsvej er cirka 13 kilometer lang, og den sidste del mellem Tårnby og Dragør er gravet ned under Københavns Lufthavn i Kastrup.